# Народна библиотека „Ресавска школа” Деспотовац
Народна библиотека „Ресавска школа” основана је 1966. године у Деспотовцу.

## Историјат Библиотеке
Народна библиотека у Деспотовцу је најстарија установа културе Горње Ресаве. Званично је, под именом Матична библиотека Деспотовац, а у саставу Радничког универзитета Димитрије Туцовић, основана 30. марта 1966. године, решењем тадашње Скупштине општине. Првог маја, исте године је са скромним фондом књига почела са радом у просторијама Дома културе. Као књижница и читаоница, Библиотека је постојала и неколико деценија пре оснивања. Пре пресељења у Дом културе, књиге и новине су се читале у простору, старијим Десапотовчанима познатијем као продавница Деликатес, која се налазила у самом центру града. Осим у Деспотовцу, библиотечка активност је била развијена и у сеоским срединама о чему сведочи рукописни документ Правила о организовању сеоске књижнице и читаонице села Витанца из 1920. године који се чува у Завичајном одељењу Библиотеке. Књигом и писмом у овом крају бавило се и пет векова пре појаве првих књижница и читаоница захваљујући раду чувене Ресавске школе деспота Стефана Лазаревића. Знаменити владар средњовековне Србије оставио је Горњој Ресави монументалну задужбину манастир Манасију (Ресаву), у оквиру ког је радила и Ресавска преписивачка школа.
За допринос у области развоја библиотечке делатности и изузетних резултата на пољу ширења културе Народна библиотека Ресавска школа (у то време Матична библиотека Ресавска школа) је 1989. године добила највеће признање у библиотекарству, Плакету Милорад Панић Суреп, а 1996. највише признање општине Деспотовац, Плакету деспота Стефана Лазаревића. Вредне помена су свакако и Захвалница Свете српске православне ларве манастира Хиландар као и Захвалница Културно просветне заједнице Србије. Библиотеци је додељена и Вукова награда за 2018. годину.

### Народна библиотека “Ресавска школа” данас
- фонд од 60.000 књига и преко 10.000 јединица остале библиотечке грађе
- богата збирка завичајне грађе
- 130 књига у сопственом издању
- огранак у Ресавици са фондом од 15.000 књига
- око 1000 чланова
- велики број књижевних вечери, трибина, предавања

## Зграда Библиотеке
Зграда Библиотеке је најстарија и најлепша у Деспотовцу. Грађена је од 1903. до 1905. године за потребе тадашњег Среског начелства. Осим начелства, била је и суд, дом здравља, задруга, банка... Библиотека је први пут усељена у део зграде 1973. године. Зграда је у целости дата Библиотеци на коришћење од 1992. године. Значајнији радови на фасади и унутрашњости зграде изведени су и током 2010. године.
Одлуком Скупштине Републике Србије 1997. године, зграда Народне библиотеке “Ресавска школа” је проглашена спомеником културе.

## Научни скуп
Библиотека је у претходних 27 година суорганизатор културне манифестације Дани српскога духовног преображења који се одржавају у Деспотовцу од 19. до 28. августа. Саставни део ове манифестације је и научни скуп који организује Народна библиотека Ресавска школа. У претходних десет година скуп се одржава под називом Средњи век у спрској историји, науци, књижевности и уметности, а скупови пре њих бавили су се темамам везаним за деспота Стефана Лазаревића и манастир Манасију. Научни скуп прате зборници радова који до сада садрже више од три стотине радова домаћих и страних научника.